# Jana caesarea
Jana caesarea is een vlinder uit de familie Eupterotidae. De wetenschappelijke naam van deze soort is voor het eerst geldig gepubliceerd in 1909 door Weymer.
De soort komt voor in Tanzania.